# Heinrich Herzig
Heinrich Herzig (* 28. Juni 1887 in Rheineck, Kanton St. Gallen; † 16. August 1964 ebenda) war ein Schweizer Maler, Zeichner und Grafiker. Er war Mitglied der Künstlervereinigung «Der Kreis», der auch Künstler wie Rudolf Wacker, Conrad Felixmüller oder Adolf Dietrich angehörten.

## Leben und Werk

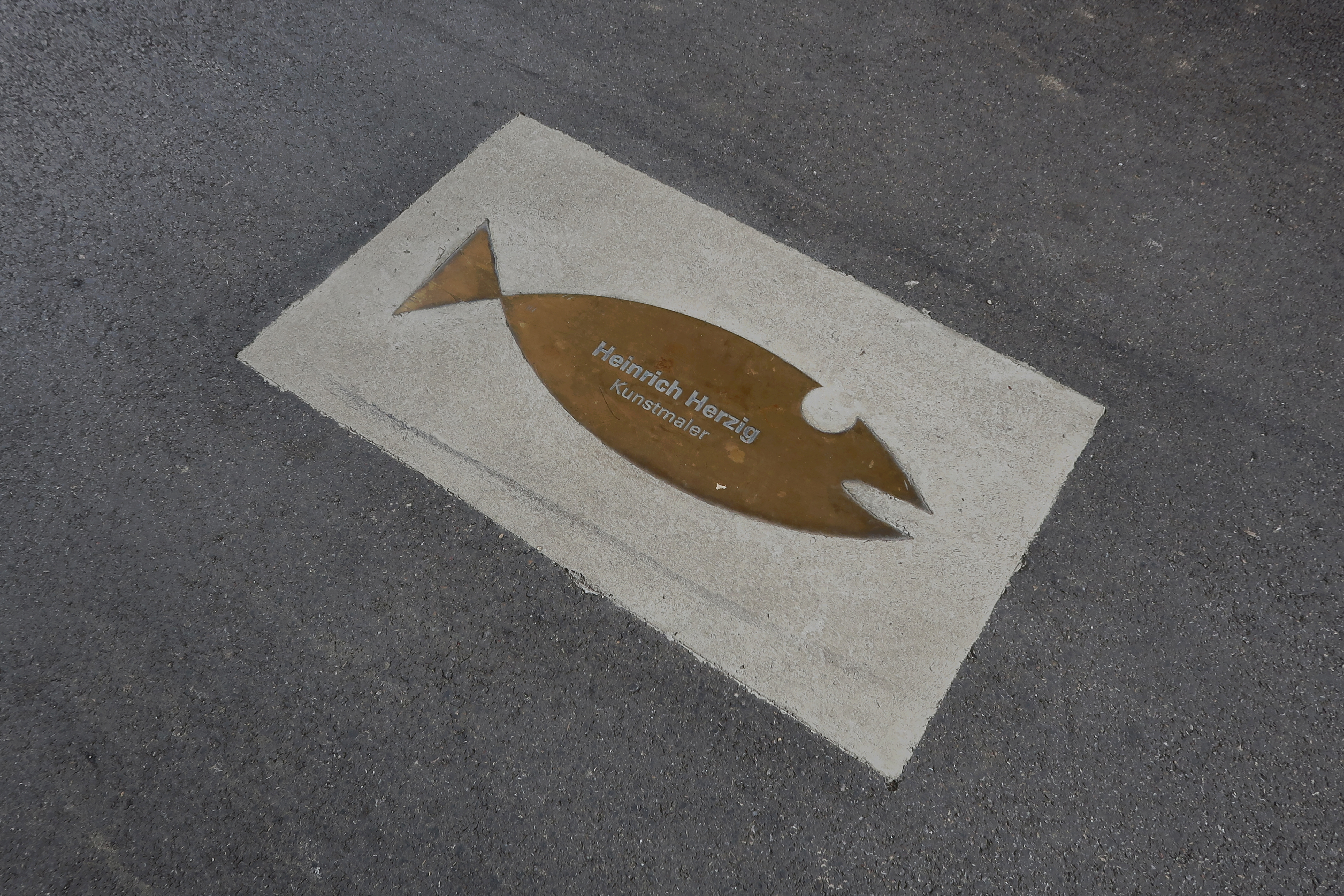
Bodenmarkierung in Rheineck zu Ehren Herzigs

Heinrich Herzig, Bürger von Walzenhausen AR, wuchs in Rheineck auf. Schon früh war es sein Wunsch,  Kunstmaler zu werden. Er bildete sich von 1904 bis 1906 zunächst an der  Zeichenschule des Gewerbemuseums St. Gallen  zum Stickereizeichner aus.
In den Jahren 1908 bis 1914 liess er sich an der Kunstgewerbeschule München unter den Lehrern Wilhelm Diez und Robert Engels zum Kunstmaler ausbilden. Seine Vorliebe galt dem Malen mit Öl- und Wasserfarben. In den Jahren 1914 bis 1917 besuchte Herzig u. a. auch Privatkunstschulen in Berlin und Dresden, wo er kam mit der Strömung des Expressionismus in Berührung kam. Von 1915 bis 1917 arbeitete er in Plauen und war zeitweise als Entwerfer in der Porzellanmanufaktur in Meissen tätig. Von 1916 bis 1918 arbeitete er zeitweise im Stickereiunternehmen seines Bruders in Jocketa im Vogtland, wo er die Hälfte der Zeit für seine künstlerische Arbeit verwenden konnte.
Ab 1918 arbeitete Herzig in Altstätten, dann in Rheineck als freier Maler. Es folgten Studienreisen nach Österreich, Deutschland und besonders nach Italien, das seinem offenen Wesen entgegenkam und das ihn zu vielen südländischen Bildthemen anregte. 1919 kehrte er nach Rheineck zurück. Die Gemeinde Rheineck stellte dem Kunstschaffenden ein Atelier unter der alten Burg zur Verfügung. Zwischendurch gab er auch Zeichenunterricht an der örtlichen Schule. Es entstand ein breitgefächertes Werk an expressiven Ölbildern und Aquarellen, sowie Holzschnitten, Glasmalereien, Illustrationen und Wandmalereien mit Darstellungen von Anekdoten aus dem täglichen Leben und Motiven aus der Natur. 1921 heiratete Herzig Ida Bänziger, mit der er zwei Kinder hatte.
Herzig erhielt 1959 das Ehrenbürgerrecht Rheinecks, nach seinem Tod wurde im Dorf eine Strasse nach ihm benannt.

## Werke (Auswahl)
Werke von Heinrich Herzig befinden sich in den Museen St. Gallen, Kunsthaus Zürich, Kunstmuseum Chur, Glarus, Winterthur, Dresden, Konstanz, Städtische Galerie München, Ulm u. a.
- Schneelandschaft, gemalt 1927
- Erinnerung an Italien, Ölgemälde von 1932
- Gant im Appenzellerland, Ölgemälde von 1948
- Am alten Rhein, gemalt 1949
- Studie nach Natur, Zeichnung, 1951
- Mutter und Kind im Rheintal, 1957
- Winter bei Wolfhalden, gemalt 1964

## Ausstellungen
- Schweiz. Nationale Kunstausstellung: 1914, 1917, 1919, 1922, 1925, 1928, 1931.

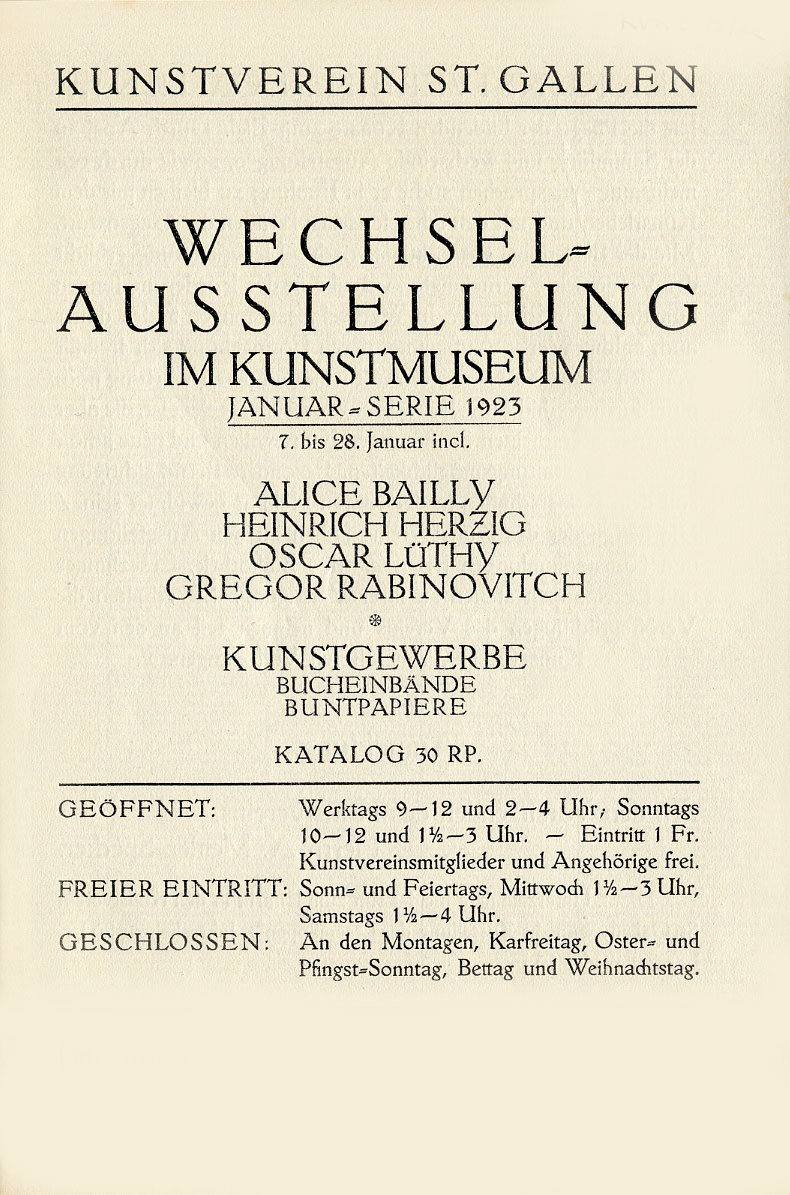
Ausstellungskatalog, 1923

- Ausstellungskatalog, 1923Kunsthaus Zürich: 1914, 1915, 1919, 1920, 1921, 1923, 1927 Museum Winterthur 1923, 1926, 1933.
- Kunstmuseum St. Gallen: 1927, 1952.
- Museum Ulm: 1929.
- Gedenkausstellung Hotel «Hecht», Rheineck, 3. bis 18. Oktober 1959 (Patronat Gemeinde Rheineck).
- Jubiläumswoche «700 Jahre Stadt Rheineck»: Kunstausstellung im Löwenhof Rheineck, 27. Juni bis 4. Juli 1976.